# جورجیانا (آلاباما)
جورجیانا (به انگلیسی: Georgiana) شهری در شهرستان باتلر ایالت آلاباما است که مساحت آن ۱۶٫۱۵ کیلومتر مربع است و در سرشماری سال ۲۰۱۰ میلادی، ۱٬۷۳۸ نفر جمعیت داشته و تراکم جمعیتی آن، ۱۰۷٫۶۲ نفر در هر کیلومتر مربع بوده است.